# Българско изобразително изкуство
Българското изобразително изкуство се отнася до всички форми на визуално изкуство, правени в България и от български художници, също и в други точки на света.
Има различни периоди на своето развитие. Негови предшественици, които го повлияват, са тракийските мозайки и изображения, златни накити и съдове и пр. Следват периодът на средновековното християнско изкуство, което е почти изцяло фокусирано върху иконостасните изображения, вече светските художествени изображения от Възраждането, изкуството след Освобождението, социалистическият реализъм в изкуството и съвременното българско изкуство.

## Праисторическо изкуство
Докато преди приемахме, че човекът се е появил в България преди около 70 хиляди години, сега праисториците говорят вече за 150 – 200 хиляди години. Рисунките в една от галериите на пещерата „Магура“ при с. Рабиша във Видински окръг са датирани от бронзовата епоха. .

## Антично изкуство по българските земи
Към VIII-VII век пр. Хр. в гръцките полиси настъпват обществено-икономичеки процеси, изразяващи се в промяна на политическия ред. Родовата аристокрация постепенно губи своята роля и на предно място в политиката излиза правото на свободните граждани да упражняват политическата си воля. Освен това технологията на производство напредва значително, което води до засилване на икономическата мощ у отделните полиси. Това води от своя страна до благоденствие на демоса и неговото разрастване. Така множество граждани търсят нови ниши за своето материално благополучие.
- Старогръцките колонии по Черно море VIII-VII век пр. Хр
- Римска епоха – ΙΙΙ век пр. Хр
- Късна античност – от 4 до 6 век.

## Възрожденско изкуство
В края на XVIII и началото на XIX век се очертават с основните си характеристики четирите възрожденски живописни школи. Те възникват на териториален принцип и носят имената на селищата, от които са излезли водещи майстори и зографски фамилии – Тревненска школа, Банска школа, Дебърска школа и Самоковска школа.
Светските жанрове във възрожденското изобразително изкуство се развиват под външни влияния – руски, западноевропейски, централноевропейски. Някои от художниците, без да напускат пределите на Османската империя, намират начин да школуват при чужди майстори. Например през 1839 г. в Пловдив Захари Зограф взема уроци при двама художници от Френската академия. Друга част от творците получават специализирано образование в чужбина. Такива са Станислав Петров – в Москва и Петербург, Николай Павлович – във Виена и Мюнхен, Христо Цокев – в Москва и Петербург.
Сред живописните жанрове, свързани със светското изкуство, възрожденските художници отдават най-голямо предпочитание на портрета. Най-ранният известен кавалетен портрет в националната ни живопис е портретът на епископ Софроний Врачански, рисуван през 1812 г. от неизвестен тревненски майстор.
Утвърждаването на портретния жанр е свързано с творчеството на Захари Зограф. Първият кавалетен портрет в неговото творчество е рисуван през 1838 г. и изобразява любимия учител на художника – Неофит Рилски.
Станислав Доспевски е автор на 38 известни на науката портрети, сред които портретите на баща му Димитър Зограф, на видния татарпазарджишки общественик Стефан Захариев, на влиятелния софиянец Иван Денкооглу, на пловдивския търговец Салчо Чомаков и особено два автопортрета.
През третата четвърт на XIX век теми и мотиви от родната история намират място както в живописните жанрове, така и в графичните. През 1860 г. Николай Павлович илюстрира с три графики амбициозната историческа книга на Георги Ст. Раковски „Няколко речи о Асеню Первому“.
Относително по-скромни са опитите на възрожденските художници в областта на пейзажната и битовата живопис. Автор на най-ранните кавалетни пейзажи е Захарий Зограф.

## Съвременно българско изкуство
Съвременото изкуство много, като възрожденското взема пример от западноевропейски и централноевропейските страни. Главно от Франция,Италия и Австрия.